# 한스 가이거

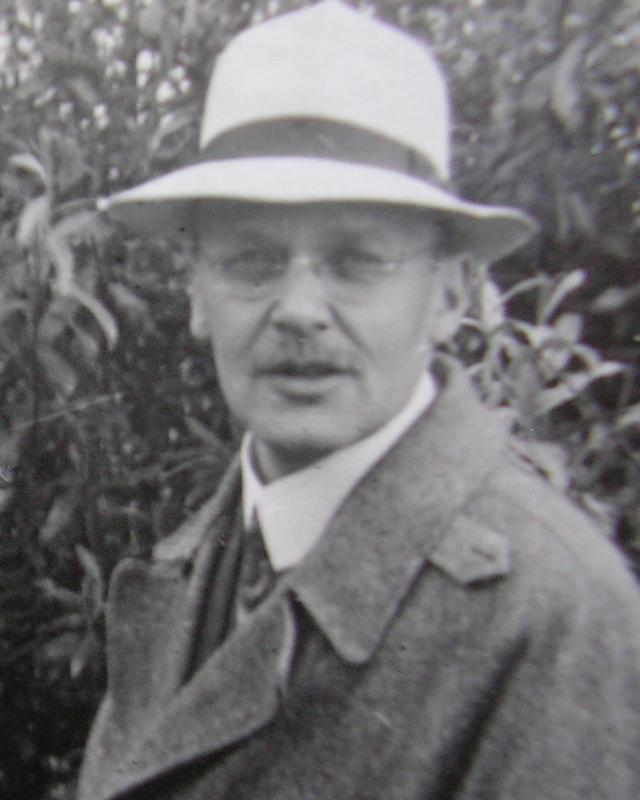
한스 가이거 (1928)

요한네스 "한스" 빌헬름 가이거(Johannes "Hans" Wilhelm Geiger, 1882년 9월 30일 ~ 1945년 9월 24일)는 독일 포츠담에서 태어난 물리학자이다.

## 생애
그의 아버지는 빌헬름 루드비히 가이거이다. 1891년 ~ 1920년까지 에어 랑엔 대학의 교수로 재직했다. 다섯 형제 중 장남인 가이거는 1901년 랑엔대학 물리학을 전공 후 졸업했다. 가이거는 영국 맨체스터 대학에서 만난 어니스트 러더퍼드와 우정을 쌓기 시작해 평생 동안 개인적 및 직업적 파트너였다. 그들은 에너지 광선과 유해 물질에서 입자를 제공에 러더퍼드의 알파 입자 검출 릴리스의 기반으로 시작된 실험 입자 물질 방사성 물질에서 원자 고체 이후 알파의 벽을 통과할 수 있는 얇은 입자를 러더퍼드와 가이거는 원자를 통해 가이거 빛의 섬광의 작은 디자인으로 되었다. 관찰중 그들은, 화면 포일에 기계를 골드를 통해 입자를 쏠 알파 섬광이 분마다 수천의 계산 작업이었고, 길고 힘든 가이거 연구는 카운트하는 방법을 정확하게 하는 발명보다 쉽게, 많은 시도를 하기로 결정했다.

## 같이 보기
- 가이거-뮐러 계수관
- 가이거 계수기